# Die Rache des Mexikaners
Die Rache des Mexikaners ist ein deutscher Westernfilm aus dem Jahr 1920, in dem Regisseur und Drehbuchautor Joe Stöckel eine frühe biografisch angehauchte Lebensgeschichte von Joaquín Murietta vorlegte.

## Hintergrund
Produziert wurde der Stummfilm von der Arnold & Richter GmbH München. Er hat eine Länge von fünf Akten auf 1397 Metern, das entspricht in etwa 66 Minuten. Am 10. August 1920 passierte er die Reichsfilmzensur mit einem Jugendverbot (Nr. 108).